# Examen clinique des aires ganglionnaires
L'examen clinique des aires ganglionnaires est en médecine une partie de l'examen clinique qui permet de trouver des adénopathies, ce qui peut renseigner sur des maladies infectieuses ou des problèmes hématologiques que peut avoir le patient.
Les aires ganglionnaires à palper et à inspecter sont les suivantes:
- aires cervicales :
  - aires sous-mentales
  - aires sous-maxillaires
  - aires jugulo-carotidienne
  - aires sus-claviculaire
  - aires spinales (en arrière de l'aire jugolo-carotidienne)
  - aires occipitales
  - aires mastoïdiennes
  - aires prétragiennes (en avant de l'oreille, sur la joue)
- aires axillaires
- aires épitrochléennes (au niveau de la trochlée de l'articulation du coude)
- aires inguinales et retro-crurales

Auquel on doit rajouter la palpation de la rate.